# Урусоба
Урусоба (? — 4 апреля 1103) — половецкий хан, участник русско-половецких войн, погиб в битве на реке Сутени.

## Биография
Узнав о походе русских воинов в степи, которым руководили Владимир Всеволодович Мономах, Святополк Изяславич и другие князья, Урусоба был за мир с русскими князьями, говоря: «Просим мира у Руси, яко крепко имуть будут битися с нами, сотворихом бо мы много зла земли их», но молодые ханы стали насмехаться над старым Урусобой, говоря, «Аще ты боишися Руси, но мы не боимся; избивше бо их, поидем в землю их и примем грады их, и кто избавит я их от нас?»
Половцы потерпели сокрушительное поражение в битве на битве на реке Сутени, а сам хан погиб вместе с 19 другими ханами.
Историк Я.В. Пилипчук приводит версию происхождения имени Урусобы: первый компонент происходит или от тюркского urus (битва), или от yrys (счастье), или от ura (яма); второй компонент - от aba (отец).